# Savigny-le-Vieux
Savigny-le-Vieux és un municipi francès situat al departament de la Manche i a la regió de Normandia. L'any 2007 tenia 435 habitants.

## Demografia

### Població
El 2007 la població de fet de Savigny-le-Vieux era de 435 persones. Hi havia 184 famílies de les quals 46 eren unipersonals (31 homes vivint sols i 15 dones vivint soles), 80 parelles sense fills, 50 parelles amb fills i 8 famílies monoparentals amb fills.
La població ha evolucionat segons el següent gràfic:
Habitants censats

### Habitatges
El 2007 hi havia 277 habitatges, 191 eren l'habitatge principal de la família, 47 eren segones residències i 39 estaven desocupats. 274 eren cases i 3 eren apartaments. Dels 191 habitatges principals, 140 estaven ocupats pels seus propietaris, 48 estaven llogats i ocupats pels llogaters i 4 estaven cedits a títol gratuït; 5 tenien una cambra, 13 en tenien dues, 30 en tenien tres, 56 en tenien quatre i 87 en tenien cinc o més. 153 habitatges disposaven pel capbaix d'una plaça de pàrquing. A 114 habitatges hi havia un automòbil i a 63 n'hi havia dos o més.

### Piràmide de població
La piràmide de població per edats i sexe el 2009 era:
| Homes | Edats   | Dones |
| ----- | ------- | ----- |
| 0     | 95 o +  | 0     |
| 0     | 90 a 94 | 0     |
| 0     | 85 a 89 | 8     |
| 0     | 80 a 84 | 0     |
| 12    | 75 a 79 | 16    |
| 24    | 70 a 74 | 20    |
| 16    | 65 a 69 | 16    |
| 20    | 60 a 64 | 16    |
| 4     | 55 a 59 | 12    |
| 24    | 50 a 54 | 20    |
| 8     | 45 a 49 | 12    |
| 20    | 40 a 44 | 12    |
| 24    | 35 a 39 | 16    |
| 8     | 30 a 34 | 16    |
| 12    | 25 a 29 | 12    |
| 8     | 20 a 24 | 12    |
| 16    | 15 a 19 | 16    |
| 24    | 10 a 14 | 16    |
| 32    | 5 a 9   | 4     |
| 24    | 0 a 4   | 4     |

## Economia
El 2007 la població en edat de treballar era de 238 persones, 177 eren actives i 61 eren inactives. De les 177 persones actives 168 estaven ocupades (94 homes i 74 dones) i 10 estaven aturades (4 homes i 6 dones). De les 61 persones inactives 25 estaven jubilades, 20 estaven estudiant i 16 estaven classificades com a «altres inactius».

### Ingressos
El 2009 a Savigny-le-Vieux hi havia 183 unitats fiscals que integraven 424,5 persones, la mediana anual d'ingressos fiscals per persona era de 13.102 €.

### Activitats econòmiques
Dels 8 establiments que hi havia el 2007, 2 eren d'empreses de fabricació d'altres productes industrials, 1 d'una empresa de construcció, 3 d'empreses de comerç i reparació d'automòbils, 1 d'una empresa immobiliària i 1 d'una entitat de l'administració pública.
Dels 3 establiments de servei als particulars que hi havia el 2009, 2 eren tallers de reparació d'automòbils i de material agrícola i 1 paleta.
L'any 2000 a Savigny-le-Vieux hi havia 73 explotacions agrícoles que ocupaven un total de 1.296 hectàrees.

## Equipaments sanitaris i escolars
El 2009 hi havia una escola elemental.

## Poblacions més properes
El següent diagrama mostra les poblacions més properes.